# Buphthalmum salicifolium
L'asteroide salicino (nome scientifico Buphthalmum salicifolium L., 1753) è una specie di pianta angiosperma dicotiledone della famiglia delle Asteraceae (sottofamiglia Asteroideae,  tribù Inuleae e sottotribù Inulinae).

## Etimologia
Il nome del genere (Buphthalmum) deriva dal latino medievale " oculus bovis" (= occhio di bue).  L'epiteto specifico (salicifolium) significa con foglie di salice.
Il nome scientifico della specie è stato definito dal botanico Carl Linnaeus (1707-1778) nella pubblicazione " Species Plantarum" (Sp. Pl. 2: 904) del 1753.

## Descrizione

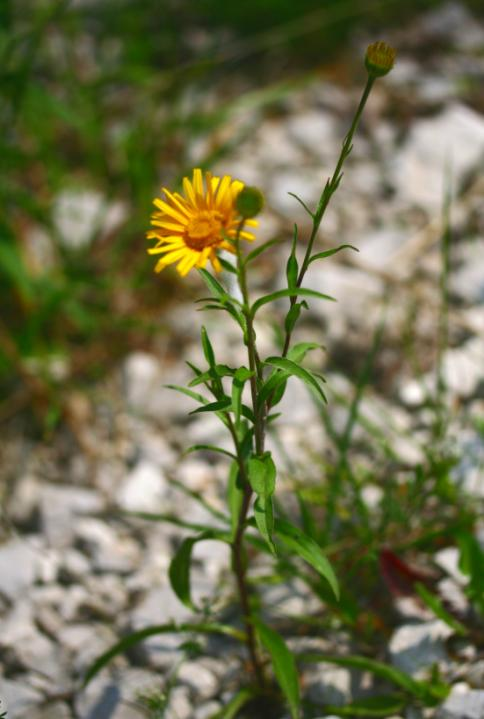
Il portamento

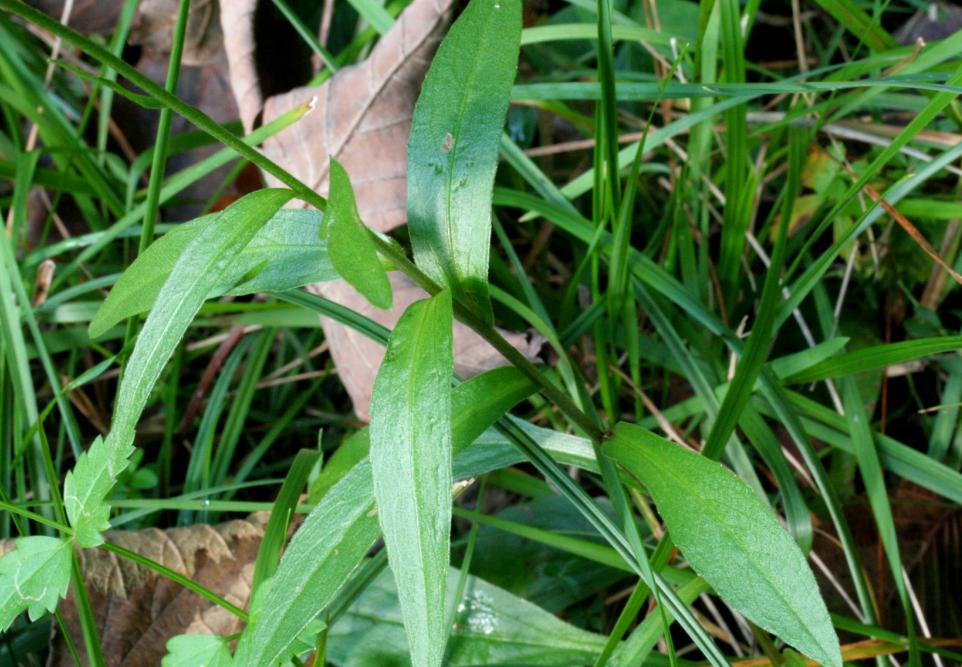
Le foglie

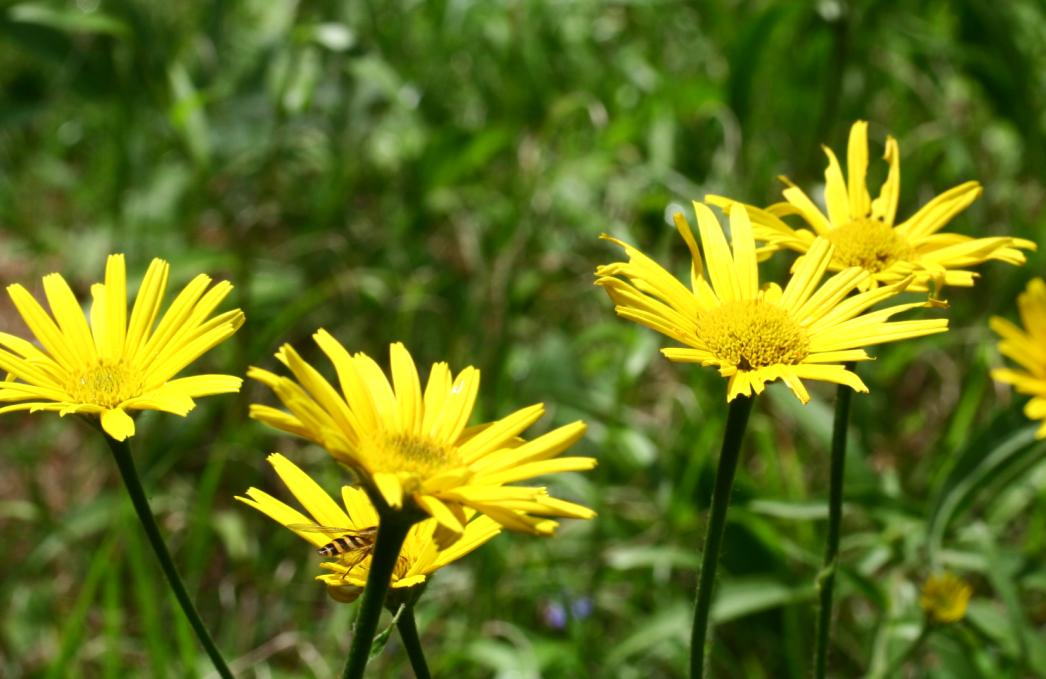
Infiorescenza

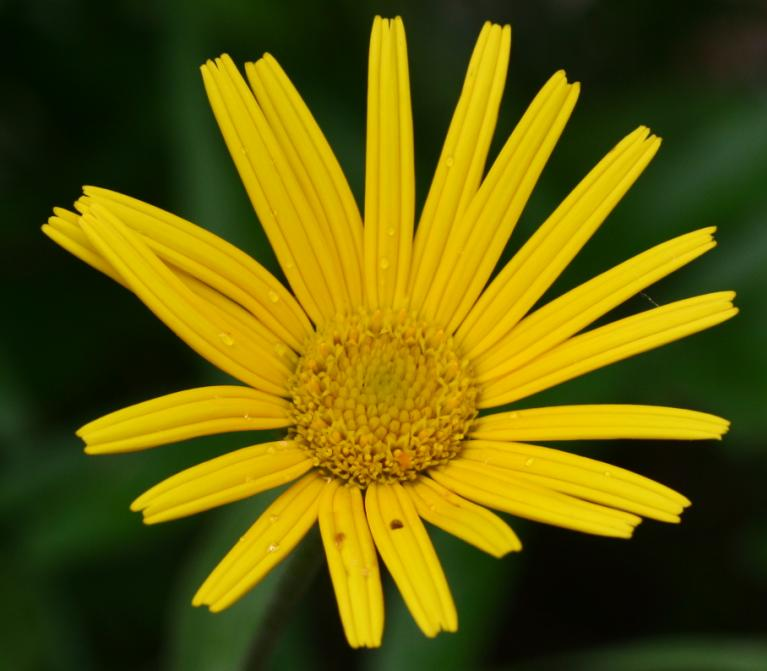
I fiori

Portamento. La specie di questa voce è un'erba perenne. La forma biologica tipica per queste piante è definita come emicriptofita scaposa (H scap): ossia pianta perennante per mezzo di gemme poste sul suolo e con asse fiorale lungo, semplice e con poche foglie.
Fusto. I fusti sono gracili poco ramificati con peli crespi. L'altezza varia da 4 a 6 dm. La parte sotterranea del fusto consiste prevalentemente in rizomi. Generalmente il floema è privo di strati fibrosi; inoltre sono assenti i tessuti latticiferi.
Foglie. Le foglie sono alterne, lanceolate (dimensioni: 10-15 x 40–70 mm) a forma acuta e con il margine appena dentato e lievemente pubescente. Quelle inferiori hanno un breve picciolo e una base arrotondata semi - abbracciante; mentre quelle cauline sono sessili. 
Infiorescenza. Le infiorescenze sono formate da numerosi capolini solitari (su piante diverse). I capolini sono di tipo radiato eterogamo. I capolini sono formati da un involucro composto da brattee disposte in modo embricato al cui interno un ricettacolo fa da base ai fiori ligulati periferici o fiori del raggio e ai fiori tubulosi quelli centrali o del disco. L'involucro è emisferico a forma di coppa. Le brattee sono disposte generalmente su 3-4 righe; hanno consistenza erbacea con forme triangolari/lineari, ricoperte da peli e senza margini ialini; gli stereomi non sono divisi. Il ricettacolo è provvisto di pagliette con forme da lineari a lanceolate; le pagliette sono piegate a protezione della base dei fiori. Dimensione dei capolini: 3-5 cm.
Fiori.  I fiori sono tetra-ciclici (formati cioè da 4 verticilli: calice – corolla – androceo – gineceo) e pentameri (calice e corolla formati da 5 elementi). Si distinguono in:
- fiori del raggio (esterni): sono femminili e sono disposti su una o più serie; la forma è ligulata (zigomorfa);
- fiori del disco (centrali): sono più numerosi con forme brevemente tubulose (attinomorfe); sono ermafroditi e fertili.

- Formula fiorale:

*/x K {\displaystyle \infty }, [C (5), A (5)], G 2 (infero), achenio
- Calice: i sepali del calice sono ridotti ad una coroncina di squame.

- Corolla: 
  - fiori del raggio: la forma della corolla alla base è più o meno tubulosa-imbutiforme, mentre all'apice è ligulata; la ligula, con due striature longitudinali, può terminare con alcuni denti; il colore è lievemente aranciato; lunghezza dei fiori: 15-20 mm;
  - fiori del disco: la forma è tubulare bruscamente divaricata in 4-5 brevi lobi; il colore è giallo; tra i fiori tubulosi si possono trovare delle caratteristiche pagliette molto allungate.

- Androceo: l'androceo è formato da 5 stami sorretti da filamenti generalmente liberi; gli stami sono connati e formano un manicotto circondante lo stilo. Le antere sono minutamente speronate con una corta coda. Il tessuto dell'endotecio è a forma radiata o polarizzata. Le cellule del collare dei filamenti sono piatte o di tipo mammelloso.

- Gineceo: il gineceo ha un ovario uniloculare infero formato da due carpelli.[6] Lo stilo è unico e con due stigmi appiattiti nella parte apicale. Gli stigmi spesso sono provvisti di peli acuti che terminano sopra la biforcazione senza raggiungerla. Le superfici stigmatiche confluiscono all'apice, mentre alla base sono separate in due distinte linee (lignee stigmatiche marginali[8]). Il polline è spinuloso.

- Antesi: giugno - settembre.

Frutti. I frutti sono degli acheni con pappo. Gli acheni dei fiori del raggio hanno delle forme trigone e alate con pappo assente o a forma di anello (una specie di corona membranosa o piccola squama sottile di colore bruno). Gli altri sono piatti o cilindrici. L'epidermide dell'achenio è provvista di grandi cristalli di ossalato di calcio, oppure di cristalli simili alla sabbia, oppure ne è priva. I semi contenuti nei frutti hanno un diametro di 2 mm.

## Biologia
Impollinazione: tramite insetti (impollinazione entomogama tramite farfalle diurne e notturne).

Riproduzione: la fecondazione avviene fondamentalmente tramite l'impollinazione dei fiori.

Dispersione: i semi cadono a terra e vengono dispersi soprattutto da insetti come formiche (disseminazione mirmecoria). Un altro tipo di dispersione è zoocoria: gli uncini delle brattee dell'involucro (se presenti) si agganciano ai peli degli animali di passaggio che portano così i semi anche su lunghe distanze. Inoltre per merito del pappo (se presente) il vento può trasportare i semi anche per alcuni chilometri (disseminazione anemocora).

## Distribuzione e habitat
Geoelemento: il tipo corologico (area di origine) è  Orofita - Sud Est Europeo.  Un areale centrato in modo particolare sui Balcani e Alpi Orientali e quindi assente al Nord Europa e Pirenei con preferenza per le zone montane.

Distribuzione: in Italia  è molto comune al Nord (si trova su tutto l'arco alpino). Fuori dall'Italia, sempre nelle Alpi, questa specie si trova in Francia, Svizzera, Austria e Slovenia. Sugli altri rilievi collegati alle Alpi è presente nella Foresta Nera, Monti Vosgi, Massiccio del Giura, Massiccio Centrale, Alpi Dinariche, Monti Balcani e Carpazi.)

Habitat: l'habitat tipico per queste piante sono i terreni soleggiati, erbosi ma aridi e asciutti. Preferisce il suolo calcareo (è debolmente calciofila) e si può trovare anche ai margine dei boschi a querceti, o boschi mesofili.

Distribuzione altitudinale: sui rilievi alpini, in Italia, queste piante si possono trovare fino a quote comprese tra 100 - 2100 m s.l.m.; nelle Alpi frequentano quindi i seguenti piani vegetazionali: collinare, montano e subalpino. 

## Fitosociologia

### Areale alpino
Dal punto di vista fitosociologico alpino la specie di questa voce appartiene alla seguente comunità vegetale:
Formazione: comunità delle macro- e megaforbie terrestri
Classe: Trifolio-Geranietea sanguinei
Ordine: Origanetalia vulgaris
Alleanza: Geranion sanguinei

### Areale italiano
Per l'areale completo italiano la specie di questa voce appartiene alla seguente comunità vegetale:
Macrotipologia: vegetazione erbacea sinantropica, ruderale e megaforbieti
Classe: Trifolio Medii-Geranietea sanguinei Müller, 1962
Ordine: Antherico-Geranietalia sanguinei Julve ex Dengler in Dengler, Berg, Eisenberg, Isermann, Jansen, Koska, Löbel, Manthey, Päzolt, Spangenberg, Timmermann & Wollert, 2003
Alleanza: Dictamno albi-Ferulagion galbaniferae
Descrizione. L'alleanza Dictamno albi-Ferulagion galbaniferae è relativa ad areali costituiti da alte erbe, di suoli molto basici, a distribuzione balcanica, con penetrazioni nelle aree sudorientali ed orientali delle Alpi. La distribuzione di questa cenosi è prevalentemente balcanica con alcune associazioni che raggiungono anche il margine orientale delle Alpi.
Specie presenti nell'associazione: Stachys officinalis, Cytisus supinus, Clematis recta, Galium lucidum, Helleborus viridis, Hippocrepis emerus, Knautia fleischmannii, Laserpitium siler, Lathyrus latifolius, Lathyrus pannonicus, Lilium bulbiferum, Orobanche lutea, Paeonia officinalis, Potentilla alba, Pulmonaria angustifolia, Ruta graveolens, Sesleria autumnalis, Trifolium rubens, Veronica barrelieri, Veronica jacquinii, Buphthalmum salicifolium.
Altre alleanze e associazioni per questa specie sono:
- Campanulo mediae-Ostryenion carpinifoliae
- Erico carneae-Pinion sylvestris

## Sistematica
La famiglia di appartenenza di questa voce (Asteraceae o Compositae, nomen conservandum) probabilmente originaria del Sud America, è la più numerosa del mondo vegetale, comprende oltre 23.000 specie distribuite su 1.535 generi, oppure 22.750 specie e 1.530 generi secondo altre fonti (una delle checklist più aggiornata elenca fino a 1.679 generi). La famiglia attualmente (2021) è divisa in 16 sottofamiglie; la sottofamiglia Asteroideae è una di queste e rappresenta l'evoluzione più recente di tutta la famiglia.

### Filogenesi
La tribù Inuleae (comprendente le Inulinae) è una delle 21 tribù della sottofamiglia Asteroideae). Da un punto di vista filogenetico, la tribù Inuleae, all'interno della sottofamiglia, fa parte del gruppo "Helianthodae". La sottotribù Inulinae è caratterizzata dalla particolare pubescenza dello stilo e dagli acheni con cristalli di ossalato di calcio, mentre il genere Buphthalmum è caratterizzato da antere acute e con coda e da acheni dei fiori periferici con forme trigone e alate.
I caratteri distintivi della specie  Buphthalmum salicifolium sono:
- le foglie inferiori sono picciolate, quelle mediane e superiori sono sessili.

Il numero cromosomico delle specie di questa voce è: 2n = 20.

### Variabilità
Per questa specie sono riconosciute le seguenti sottospecie:
- Buphthalmum salicifolium subsp. salicifolium

Nella "Flora d'Italia" sono indicate tre sottospecie presenti in Italia:
- Buphthalmum salicifolium L. subsp. flexile (Bertol.) Garbari: (endemismo dell'Appennino Lucchese e Alpi Apuane)  si distingue dalla specie principale per i fusti molto più flessuosi.
- Buphthalmum salicifolium L. subsp. grandiflorum (L.) Ces.: si differenzia per i fiori di maggior dimensione e le foglie a lamina ruvida e acuta; si trova nel Friuli.
- Buphthalmum salicifolium L. subsp. salicifolium: (è la stirpe principale) la corona dell'achenio è dentellata; si trova in Italia settentrionale.

A volte possono essere confuse con specie simili (di altri generi) quali Inula salicina (i fiori tubulosi non hanno le pagliette come il nostro fiore) o Arnica montana (che ha i fiori ligulati più stretti).

## Usi (giardinaggio)
L'interesse per questa pianta è soprattutto ornamentale per la ricchezza delle foglie e i suoi vistosi capolini gialli. Infatti la troviamo già citata nella prima edizione italiana de "Il bun giardiniere" curata da Carlo Maupoil (Venezia 1826).